# 江連裕子
江連 裕子（えづれ ゆうこ）は株式会社セント・フォース所属の経済キャスター。9年間日経CNBCメインキャスター。国際ビジネス情報番組「世界は今 JETRO Global Eye」キャスター。ラジオNIKKEI経済キャスター。TBS・フジテレビ・テレビ東京・BS朝日。専修大学アナウンス講座 講師、大学講師。東洋経済ONLINE、内田和成チャンネル。社外取締役、監査等委員、理事、顧問、アドバイザー。

## 経済キャスター
テレビ
- TBS ニュースバード キャスター（TBSニュースバード）
- フジテレビ 東証アローズ 経済リポーター
- テレビ東京 モーニングサテライトお天気キャスター
- 日経CNBC エクスプレス メインキャスター（日経CNBC）東証1部上場企業の社長、政治家、教授にインタビュー
- 世界経営者会議　テキサスインスメルンツ、シーメンスなど世界的な企業のCEOインタビュー（日経CNBC）
- ASIA エクスプレス　メインキャスター（日経CNBC）日本ではじめてのアジアに特化した専門番組を立ち上げる
- 東京マーケットウォッチ　メインキャスター（日経CNBC）東証マザーズ、ジャスダックIPO企業の社長インタビュー。
- 昼エクスプレス メインキャスター（日経CNBC）
- 後場Now メインキャスター（日経CNBC）
- 日経CNBC セレクション ナビゲーター（日経CNBC、BSジャパン）
- マーケットストリート ラップ トゥデイ メインキャスター（日経CNBC）
- ゴールド・金特番～海外ロケ～（日経CNBC）
- シンガポール（世界的著名投資家ジムロジャーズインタビューにインタビュ
- 北京・ドバイ・NY（ノーベル経済学賞受賞者 シラー教授編）
- テレビ東京 E-morning キャスター
- テレビ東京 Mプラス11キャスター
- BS朝日 ザ・トップビジョン～未来を切り開くリーダーシップ～アサヒグループホールディングス社長インタビュー
- BS朝日 未来エクスプローラー～ビジネス大航海時代の羅針盤　https://web.archive.org/web/20200813080915/http://archives.bs-asahi.co.jp/mirai2017/

## CM
- 専修大学（フジテレビで放送）
- 日経CNBC（テレビ東京で放送）
- 武田薬品工業「アリナミンV」

## 映画
- 「騙し絵の牙」監督吉田大八　主演大泉洋

## ラジオ
- ザ・マネー（ラジオNIKKEI）
- マネーマガジン（ラジオNIKKEI）
- アサザイスペシャル（ラジオNIKKEI）
- トレードパーティー（ラジオNIKKEI）
- Market World（ラジオNIKKEI）社長インタビュー、マーケット対談
- きらめきの発想 投資戦略フェアをもっと楽しむラジオ（ラジオNIKKEI）
- 新春!2014年マップ これでどーなる?4時間の政治経済番組（JFN）

## 資格
- 税理士税法3科目
- 証券外務員
- 日本和装会一級講師
- 船舶2級
- PADIダイビング
- 英検2級
- フードアナリスト
- アスリートフードマイスター
- ベジタブル＆フルーツマイスター、野菜ソムリエ等多数の資格を保有

## 社外取締役･監査等委員
日本経済新聞　
Nikkei Asian 
ウォールストリートジャーナル WSJ
TBS 「Biz Street」 2015年6月27日「企業が変わる ガバナンス新時代へ」株主総会の密着取材
テレビ大阪 2015年6月25日 ニュースリアルで株主総会総会特集
日本経済新聞 社外取締役、女性に熱視線 ダイバーシティーを体現

## 雑誌
- 週刊文春 篠山紀信 女子大生写真館（文藝春秋）
- 週刊文春 女子大生なキャスターたち（文藝春秋）
- 原色美人キャスター大図鑑（文藝春秋）
- 週刊文春BUSINESS（文藝春秋）
- ニュースノミューズたち AERA ムック（朝日新聞社）
- 週刊朝日（朝日新聞社）
- 日経ビジネスアソシエ（日経BP社）
- 日経ビジネス (日経BP社）
- 日経アソシエ（日経BP社）
- 日経マネー（日経BP社）
- 日経ホームマガジン 不安を生き抜く!「金」読本（日経マネー）
- 日経ホームマガジン 豊島逸夫が読み解く 金＆世界経済（日経マネー）
- 日経BP社 「金 為替 世界経済」（日経マネー）
- BLT（東京ニュース通信社）
- ビジネス「成功への鍵」宝島（宝島社）
- AERA（朝日新聞社）
- 東洋経済オンライン　｢神の雫｣樹林伸氏が説くワイン会のススメ　[1]

## 企業IR
- ヤフーJAPAN! 株主通信 社長インタビュー
- 丸紅 社長インタビュー
- 千葉銀行 ディスクロージャー誌 頭取インタビュー
- 専修大学 アドニス表紙 学長インタビュー
- JERA　社長インタビュー
- 資産運用報告　ジャパン・ホテル・リート投資法人　http://www.jhrth.co.jp/file/term-a7ca28e94d963f8a0ec7e37c41eca359a184712b.pdf#search=%27%E3%82%B8%E3%83%A3%E3%83%91%E3%83%B3%E3%83%9B%E3%83%86%E3%83%AB%E3%83%AA%E3%83%BC%E3%83%88%E6%8A%95%E8%B3%87%E6%B3%95%E4%BA%BA+%E6%B1%9F%E9%80%A3%27

## 新聞
- 日本経済新聞
- 日本経済新聞「投資信託の窓販10周年を超えて」
- 日本経済新聞「年金不安に備える資産形成」
- 日経ヴェリタス
- 日経金融新聞
- 読売新聞 羽田国際線増便 インタビュー
- 下野新聞
- 朝日新聞
- 日本経済新聞 教授インタビュー

## セミナー、司会、モデレーター
- 日経プラス1フォーラム「年金不安に備える資産形成」
- TOKYOゴールドフェスタ「写真でめぐる世界のゴールド動向と現地リポート」
- 日本証券業協会　投資の日「お金の学校」投資に役立つ！経済ニュースの見方・活用法
- 日本科学未来館「つながり」プロジェクト「地球～今と未来を考える」
- 「アジア経済の魅力～中国を中心として」
- ドイチェアセットセミナー
- 投資戦略フェア
- ソニー銀行 Presents ラジオ日経 公開録音
- GOLD セミナー
- 日本株セミナー
- 外国為替セミナー
- IRセミナー
- 年金セミナー
- ジャーナリズムセミナー
- 投資教育セミナー
- 東証セミナー
- 東証REITフェア
- 朝日新聞GLOBE200号記念シンポジウム　http://globe.asahi.com/info/2017111700001.html
- Docomo Partnes’ Summit 2018
- LVMH Veuve Clicquot ROSE 200周年
- 40億人のためのビジネスアイデアコンテスト
- 「EUは危機を超えられるか」－中東危機と英国離脱－明治大学　https://www.meiji.ac.jp/miga/news/2016/6t5h7p00000m1zvn.html
- ビジネスモデル学会 https://biz-model.org/

## 大学講師
- 専修大学　アナウンス講座　講師
- 専修大学 女子学生のためのキャリアアップセミナー
- 学習院大学 マスコミ産業論
- 早稲田大学　商学部
- 関西大学　社会安全学部
- 関西大学　１００周年記念　学の実化